# Сан-Годенцо
Сан-Годенцо (итал. San Godenzo) — коммуна в Италии, располагается в регионе Тоскана, в провинции Флоренция.
Население составляет 1256 человек (2008 г.), плотность населения составляет 13 чел./км². Занимает площадь 99 км². Почтовый индекс — 50060. Телефонный код — 055.
Покровителем коммуны почитается святой Гауденций, празднование в последнее воскресение сентября.

## Демография
Динамика населения:

## Администрация коммуны
- Официальный сайт: http://www.comune.san-godenzo.fi.it/